# AntWeb
AntWeb est la principale base de données[Selon qui ?] en ligne (en langue anglaise) sur les fourmis.

## Présentation

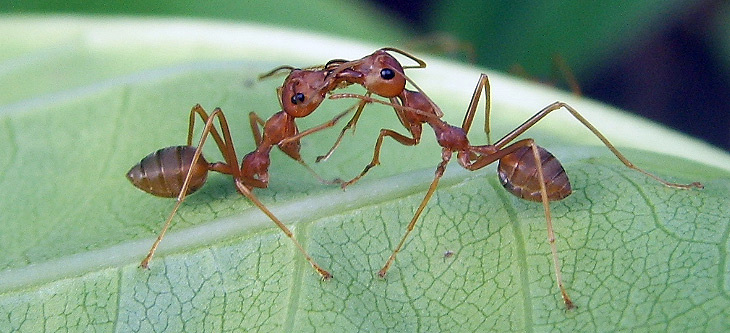
Trophallaxie entre deux ouvrières Oecophylla smaragdina.

AntWeb stocke des images et des enregistrements de spécimens, ainsi que des informations sur l'histoire naturelle, et documente plus de 490 000 spécimens sur plus de 35 000 taxons de fourmis dans son référentiel open source et communautaire en novembre 2014 . Il a été créé par Brian L. Fisher (en) en 2002 et sa construction a coûté 30 000 dollars US.